# Josef Král
Pour les articles homonymes, voir Kral.
Josef Král est né le 15 juin 1990 à Dvůr Králové nad Labemen, alors en Tchécoslovaquie,  est un pilote automobile tchèque.
En plus du tchèque, il sait parler l'anglais et l'espagnol.

## Carrière automobile
- 1998-2004 : Karting
- 2005 : Formule 1400 tchèque, 3e
- 2006 : Formule BMW ADAC, 12e
- 2007 : Formule BMW britannique, 2e (6 victoires)
- 2008 : International Formula Master, 6e (1 victoire)
- 2009 : International Formula Master, 3e (2 victoires)
- 2009-2010 : GP2 Asia Series, 11e
- 2010 : GP2 Series, 24e
- 2011 : GP2 Asia Series, 10e
  - GP2 Series, 15e